# Bologna Football Club 1909 2009-2010
Questa voce raccoglie le informazioni riguardanti il Bologna Football Club 1909 nelle competizioni ufficiali della stagione 2009-2010.

## Stagione
Il 3 ottobre 2009 la società — il cui organico aveva conosciuto in estate i rinforzi dell'estremo difensore Viviano e della punta Zalayeta — addivenne al traguardo centenario, coinciso tuttavia con una celebrazione agonisticamente infausta per la sconfitta maturata col Genoa all'indomani. Con Franco Colomba affidatario delle redini tecniche già in autunno, i felsinei tentarono di sottrarsi ai bassifondi della classifica: il girone d'andata del campionato fornì tuttavia un responso allarmante, con appena 16 punti raccolti in 19 giornate e il quartultimo posto a fronte di un'esigua lunghezza sul Catania.
Inaugurata la tornata conclusiva col trionfo in quel di Firenze — primo successo esterno stagionale e contestuale prima soddisfazione colta nel capoluogo toscano a far data dal 30 dicembre 1990 — i petroniani conobbero un cammino maggiormente rassicurante tra gennaio e febbraio, segnalando tra l'altro la vittoria per 4-3 sul campo del Grifone con l'inedita tripletta in Serie A dell'ex Adaílton: dando seguito al suddetto risultato con l'affermazione interna a scapito del Napoli, il Bologna — issatosi fugacemente al tredicesimo posto dopo la gara coi partenopei — attraversò un periodo opaco al soggiungere della primavera.
Il filotto negativo, protrattrosi dalla 28ª alla 34ª giornata, risultò infranto dal 2-1 nel derby emiliano contro il Parma: scongiurata aritmeticamente la retrocessione per effetto del pari con gli etnei, i rossoblu si posizionarono sull'ultimo gradino utile per la salvezza con 7 punti sulla condannata Atalanta.

## Divise e sponsor
Le maglie adottate per la stagione 2009-2010 sono 4. La prima divisa è a strisce verticali rossoblù. La divisa da trasferta è bianca con banda trasversale rossoblù, la terza divisa è verde e i colori sociali sono presenti su polsini e colletto.
| Casa | Trasferta | Terza Divisa |

Durante la gara casalinga contro il Genoa del 4 ottobre 2009, i felsinei scendono in campo con una maglia commemorativa del centenario (ricorso il giorno precedente): la divisa speciale consiste in una camicia a maniche lunghe con bottoni, taschino e colletto. Vengono invece confermati i calzoncini bianchi.
| Centenario | Centenario portiere |

## Organigramma societario
Area direttiva
- Presidente: Francesca Menarini
- Amministratore delegato: Renzo Menarini
- Direttore Generale: Pier Giovanni Ricci

Area organizzativa
- Segreteria sportiva: Stefano Pedrelli

Area comunicazione
- Responsabile area comunicazione: Piero Baffa

Area marketing
- Ufficio marketing: Daniele Montagnani

Area tecnica
- Allenatore: Giuseppe Papadopulo, poi Franco Colomba
- Allenatore in seconda: Giancarlo Oddi, poi Renzo Ragonesi
- Collaboratori tecnici: Luca Brunetti, poi Giovanni Mei
- Preparatori atletici: Iuri Bartoli, Paolo Aielli
- Preparatore dei portieri: Franco Paleari

Area sanitaria
- Responsabile sanitario: Gianni Nanni

## Rosa
Rosa tratta dal sito ufficiale.
| N. |                    | Ruolo | Calciatore               |
| -- | ------------------ | ----- | ------------------------ |
| 1  | Italia (bandiera)  | P     | Emiliano Viviano         |
| 3  | Brasile (bandiera) | D     | Rafael Santos            |
| 4  | Ghana (bandiera)   | C     | Stephen Appiah           |
| 5  | Italia (bandiera)  | C     | Massimo Mutarelli        |
| 6  | Uruguay (bandiera) | D     | Miguel Britos            |
| 7  | Italia (bandiera)  | C     | Francesco Valiani        |
| 7  | Italia (bandiera)  | C     | Andrea Pisanu            |
| 8  | Italia (bandiera)  | C     | Nicola Mingazzini        |
| 9  | Italia (bandiera)  | A     | Marco Di Vaio (capitano) |
| 10 | Italia (bandiera)  | C     | Davide Bombardini        |
| 11 | Italia (bandiera)  | C     | Luca Vigiani             |
| 11 | Italia (bandiera)  | A     | Davide Succi             |
| 13 | Italia (bandiera)  | D     | Daniele Portanova        |
| 14 | Italia (bandiera)  | C     | Roberto Guana            |
| 15 | Italia (bandiera)  | P     | Roberto Colombo          |
| 18 | Grecia (bandiera)  | D     | Vaggelīs Moras           |
| 19 | Italia (bandiera)  | C     | Giacomo Tedesco          |
| 20 | Uruguay (bandiera) | A     | Henry Giménez            |

| N. |                     | Ruolo | Calciatore         |
| -- | ------------------- | ----- | ------------------ |
| 21 | Italia (bandiera)   | D     | Cristian Zenoni    |
| 22 | Italia (bandiera)   | A     | Daniel Osvaldo     |
| 23 | Italia (bandiera)   | D     | Salvatore Lanna    |
| 24 | Italia (bandiera)   | C     | Antonio Buscè      |
| 25 | Uruguay (bandiera)  | A     | Marcelo Zalayeta   |
| 26 | Belgio (bandiera)   | C     | Gaby Mudingayi     |
| 28 | Italia (bandiera)   | P     | Filippo Spitoni    |
| 30 | Italia (bandiera)   | C     | Francesco Modesto  |
| 32 | Italia (bandiera)   | C     | Federico Casarini  |
| 33 | Italia (bandiera)   | P     | Giacomo Venturi    |
| 41 | Italia (bandiera)   | A     | Massimo Marazzina  |
| 50 | Italia (bandiera)   | D     | Alessandro Bassoli |
| 74 | Italia (bandiera)   | C     | Luigi Lavecchia    |
| 84 | Italia (bandiera)   | D     | Andrea Raggi       |
| 85 | Brasile (bandiera)  | A     | Adaílton           |
| 89 | Germania (bandiera) | C     | Savio Nsereko      |
| 90 | Italia (bandiera)   | C     | Riccardo Pasi      |

## Calciomercato

### Sessione estiva(dall'1/7 all'1/9)
| Acquisti | Acquisti              | Acquisti         | Acquisti                                                   |
| R.       | Nome                  | da               | Modalità                                                   |
| -------- | --------------------- | ---------------- | ---------------------------------------------------------- |
| P        | Emiliano Viviano      | Brescia          | comproprietà (3,5 milioni €)                               |
| P        | Filippo Spitoni       | Fidelis Andria   | svincolato                                                 |
| D        | Salvatore Lanna       | Torino           | riscatto compr. (0 milioni €)                              |
| D        | Andrea Raggi          | Palermo          | prestito con diritto di riscatto della metà(0,3 milioni €) |
| D        | Rafael Santos         | Athl. Paranaense | prestito con diritto di riscatto (0,3 milioni €)           |
| D        | Daniele Portanova     | Siena            | definitivo (scambio)                                       |
| C        | Davide Carrus         | Empoli           | fine prestito                                              |
| C        | Roberto Guana         | Palermo          | prestito con diritto di riscatto (0,5 milioni €)           |
| C        | Giacomo Tedesco       | Catania          | definitivo (0,4 milioni €)                                 |
| C        | Luca Vigiani          | Reggina          | svincolato                                                 |
| A        | Massimo Coda          | Treviso          | riscatto compr.                                            |
| A        | Francesco Della Rocca | Sassuolo         | fine prestito                                              |
| A        | Marcelo Zalayeta      | Napoli           | prestito (0 milioni €)                                     |
| A        | Henry Giménez         | River Plate (M)  | prestito con diritto di riscatto                           |

| Cessioni | Cessioni              | Cessioni             | Cessioni                                                  |
| R.       | Nome                  | a                    | Modalità                                                  |
| -------- | --------------------- | -------------------- | --------------------------------------------------------- |
| P        | Francesco Antonioli   | Cesena               | svincolato                                                |
| D        | Manuel Belleri        | Lazio                | fine prestito                                             |
| D        | Marcello Castellini   |                      | svincolato                                                |
| D        | Diego Rodríguez       | Peñarol              | fine prestito                                             |
| D        | Claudio Terzi         | Siena                | definitivo (scambio)                                      |
| C        | Christian Amoroso     | Ascoli               | svincolato                                                |
| C        | César                 | Pescina VG           | svincolato                                                |
| C        | Simone Confalone      | Ternana              | svincolato                                                |
| C        | Sergio Volpi          | Reggina              | definitivo (0,3 milioni €)                                |
| C        | Davide Marchini       | Triestina            | fine prestito                                             |
| C        | Davide Carrus         | Mantova              | definitivo (0,15 milioni €)                               |
| A        | Francesco Della Rocca | Brescia              | prestito con diritto di riscatto della metà (0 milioni €) |
| A        | Massimo Coda          | Cremonese            | prestito con diritto di riscatto della metà               |
| A        | Leonardo Cisterni     | Bellaria Igea Marina | prestito                                                  |
| A        | Marco Bernacci        | Ascoli               | prestito con diritto di riscatto                          |
| A        | Gabriele Paonessa     | Vicenza              | prestito                                                  |

### Sessione invernale(dal 7/1 all'1/2)
| Acquisti | Acquisti          | Acquisti   | Acquisti                           |
| R.       | Nome              | da         | Modalità                           |
| -------- | ----------------- | ---------- | ---------------------------------- |
| C        | Antonio Buscè     | Reggina    | definitivo                         |
| C        | Francesco Modesto | Genoa      | prestito                           |
| C        | Andrea Pisanu     | Parma      | definitivo                         |
| C        | Savio Nsereko     | Fiorentina | prestito (con diritto di riscatto) |
| A        | Davide Succi      | Palermo    | prestito                           |

| Cessioni | Cessioni             | Cessioni    | Cessioni   |
| R.       | Nome                 | a           | Modalità   |
| -------- | -------------------- | ----------- | ---------- |
| C        | Davide Bombardini    | AlbinoLeffe | definitivo |
| C        | Giacomo Tedesco      | Reggina     | definitivo |
| C        | Francesco Valiani    | Parma       | definitivo |
| C        | Luca Vigiani         | Reggina     | definitivo |
| A        | Pablo Daniel Osvaldo | Espanyol    | prestito   |
| A        | Riccardo Pasi        | Parma       | definitivo |

## Risultati

### Serie A

#### Girone di andata
| Arbitro: | Gervasoni (Mantova) |

|             |           |          |
| Osvaldo 24’ | Marcatori | 64’ Mutu |

| Bari 29 agosto 2009, ore 18:00 CEST 2ª giornata | Bari               | 0 – 0 referto | Bologna | Stadio San Nicola (18.000 c.a. spett.)\| Arbitro: \| Velotto (Grosseto) \| |
| Arbitro:                                        | Velotto (Grosseto) |               |         |                                                                            |

| Arbitro: | Mazzoleni (Bergamo) |

|  |           |                          |
|  | Marcatori | 18’ Pinzi 29’ Pellissier |

| Arbitro: | Valeri (Roma) |

|             |           |  |
| Seedorf 75’ | Marcatori |  |

| Arbitro: | Bergonzi (Genova) |

|                           |           |  |
| Portanova 35’ Di Vaio 53’ | Marcatori |  |

| Arbitro: | C. Russo (Nola) |

|               |           |                |
| Trezeguet 24’ | Marcatori | 90+3’ Adaílton |

| Arbitro: | Gervasoni (Mantova) |

|                    |           |                                          |
| Di Vaio 85’ (rig.) | Marcatori | 11’ (rig.) Kharja 35’ Sculli 90’ Zapater |

| Arbitro: | De Marco (Chiavari) |

|                               |           |              |
| Quagliarella 72’ Maggio 90+1’ | Marcatori | 15’ Adaílton |

| Arbitro: | Saccani (Mantova) |

|                                         |           |             |
| Pazzini 7’ Mannini 16’, 32’ Ziegler 25’ | Marcatori | 62’ Osvaldo |

| Arbitro: | Romeo (Verona) |

|                          |           |            |
| Adailton 16’ Osvaldo 59’ | Marcatori | 87’ Calaiò |

| Arbitro: | Baracani (Firenze) |

|                          |           |              |
| Vučinić 36’ Perrotta 53’ | Marcatori | 33’ Adailton |

| Arbitro: | Celi (Campobasso) |

|                                 |           |          |
| Zalayeta 42’, 49’ Di Vaio 90+3’ | Marcatori | 44’ Kjær |

| Arbitro: | Rosetti (Torino) |

|              |           |                                        |
| Zalayeta 23’ | Marcatori | 22’ Milito 42’ Balotelli 72’ Cambiasso |

| Roma 29 novembre 2009, ore 15:00 CET 14ª giornata | Lazio             | 0 – 0 referto | Bologna | Stadio Olimpico (25.000 spett.)\| Arbitro: \| Bergonzi (Genova) \| |
| Arbitro:                                          | Bergonzi (Genova) |               |         |                                                                    |

| Arbitro: | Giannoccaro (Lecce) |

|                                 |           |                 |
| Adailton 27’ Di Vaio 65’ (rig.) | Marcatori | 45+2’ Di Natale |

| Arbitro: | Peruzzo (Schio) |

|                         |           |               |
| Panucci 57’ Amoruso 86’ | Marcatori | 43’ Mudingayi |

| Arbitro: | De Marco (Chiavari) |

|                  |           |                              |
| Di Vaio 19’, 34’ | Marcatori | 37’ Manfredini 60’ Chevantón |

| Arbitro: | Trefoloni (Siena) |

|            |           |  |
| Spolli 81’ | Marcatori |  |

| Arbitro: | Pinzani (Empoli) |

|  |           |           |
|  | Marcatori | 66’ Matri |

#### Girone di ritorno
| Arbitro: | Banti (Livorno) |

|          |           |                         |
| Mutu 51’ | Marcatori | 28’ Gimenez 45’ Di Vaio |

| Arbitro: | Gava (Conegliano) |

|                  |           |             |
| Giménez 54’, 72’ | Marcatori | 39’ Barreto |

| Arbitro: | Guida (Torre Annunziata) |

|                |           |             |
| Pellissier 49’ | Marcatori | 11’ Di Vaio |

| Bologna 7 febbraio 2010, ore 15:00 CET 23ª giornata | Bologna             | 0 – 0 referto | Milan | Stadio Renato Dall'Ara\| Arbitro: \| Mazzoleni (Bergamo) \| |
| Arbitro:                                            | Mazzoleni (Bergamo) |               |       |                                                             |

| Arbitro: | Bergonzi (Genova) |

|  |           |             |
|  | Marcatori | 22’ Di Vaio |

| Arbitro: | Banti (Livorno) |

|           |           |                       |
| Buscè 50’ | Marcatori | 4’ Diego 66’ Candreva |

| Arbitro: | Damato (Barletta) |

|                          |           |                                         |
| Suazo 8’, 38’ Sculli 18’ | Marcatori | 11’ Buscè 28’, 56’, 79’ (rig.) Adaílton |

| Arbitro: | Romeo (Verona) |

|                          |           |             |
| Zalayeta 7’ Adaílton 12’ | Marcatori | 14’ Rinaudo |

| Arbitro: | Peruzzo (Schio) |

|             |           |                 |
| Raggi 90+2’ | Marcatori | 86’ Gastaldello |

| Arbitro: | Gava (Conegliano) |

|              |           |  |
| Larrondo 10’ | Marcatori |  |

| Arbitro: | Damato (Barletta) |

|  |           |                          |
|  | Marcatori | 48’ Riise 82’ J.Baptista |

| Arbitro: | C. Russo (Nola) |

|                       |           |              |
| Miccoli 10’, 42’, 77’ | Marcatori | 37’ Adaílton |

| Arbitro: | Banti (Livorno) |

|                                     |           |  |
| Thiago Motta 29’, 85’ Balotelli 52’ | Marcatori |  |

| Arbitro: | Rosetti (Torino) |

|                         |           |                               |
| Guana 12’ Portanova 16’ | Marcatori | 44’ Mauri 63’ Dias 68’ Rocchi |

| Arbitro: | Morganti (Ascoli Piceno) |

|               |           |                  |
| Di Natale 91’ | Marcatori | 4’ (aut.) Zapata |

| Arbitro: | Bergonzi (Genova) |

|                  |           |              |
| Di Vaio 38’, 50’ | Marcatori | 23’ Biabiany |

| Arbitro: | Tagliavento (Terni) |

|              |           |                   |
| Guarente 23’ | Marcatori | 82’ (aut.) Peluso |

| Arbitro: | Giannoccaro (Lecce) |

|             |           |                |
| Di Vaio 15’ | Marcatori | 51’ Maxi López |

| Arbitro: | Nasca (Bari) |

|             |           |             |
| Ragatzu 65’ | Marcatori | 3’ Adailton |

### Coppa Italia

#### Turni preliminari
| Arbitro: | Romeo (Verona) |

|                                                                 |                      |                                                          |
| Adaílton Britos Raggi Valiani Mingazzini Osvaldo Vigiani Zenoni | Tiri di rigore 6 – 7 | Scarlato Guidi Basso Aurelio Santoruvo Mazzeo Biso Basha |

## Statistiche

### Statistiche di squadra
Statistiche aggiornate al 16 maggio 2010.
| Competizione | Punti | In casa | In casa | In casa | In casa | In casa | In casa | In trasferta | In trasferta | In trasferta | In trasferta | In trasferta | In trasferta | Totale | Totale | Totale | Totale | Totale | Totale | DR  |
| Competizione | Punti | G       | V       | N       | P       | Gf      | Gs      | G            | V            | N            | P            | Gf           | Gs           | G      | V      | N      | P      | Gf     | Gs     | DR  |
| ------------ | ----- | ------- | ------- | ------- | ------- | ------- | ------- | ------------ | ------------ | ------------ | ------------ | ------------ | ------------ | ------ | ------ | ------ | ------ | ------ | ------ | --- |
| Serie A      | 42    | 19      | 7       | 5       | 7       | 25      | 27      | 19           | 3            | 7            | 9            | 17           | 28           | 38     | 10     | 12     | 16     | 42     | 55     | −13 |
| Coppa Italia |       | 1       | 0       | 1       | 0       | 0       | 0       | -            | -            | -            | -            | -            | -            | 1      | 0      | 1      | 0      | 0      | 0      | 0   |
| Totale       |       | 20      | 7       | 6       | 7       | 25      | 27      | 19           | 3            | 7            | 9            | 17           | 28           | 39     | 10     | 13     | 16     | 42     | 55     | −13 |

### Andamento in campionato
| Giornata  | 1  | 2  | 3  | 4  | 5  | 6  | 7  | 8  | 9  | 10 | 11 | 12 | 13 | 14 | 15 | 16 | 17 | 18 | 19 | 20 | 21 | 22 | 23 | 24 | 25 | 26 | 27 | 28 | 29 | 30 | 31 | 32 | 33 | 34 | 35 | 36 | 37 | 38 |
| --------- | -- | -- | -- | -- | -- | -- | -- | -- | -- | -- | -- | -- | -- | -- | -- | -- | -- | -- | -- | -- | -- | -- | -- | -- | -- | -- | -- | -- | -- | -- | -- | -- | -- | -- | -- | -- | -- | -- |
| Luogo     | C  | T  | C  | T  | C  | T  | C  | T  | T  | C  | T  | C  | C  | T  | C  | T  | C  | T  | C  | T  | C  | T  | C  | T  | C  | T  | C  | C  | T  | C  | T  | T  | C  | T  | C  | T  | C  | T  |
| Risultato | N  | N  | P  | P  | V  | N  | P  | P  | P  | V  | P  | V  | P  | N  | V  | P  | N  | P  | P  | V  | V  | N  | N  | V  | P  | V  | V  | N  | P  | P  | P  | P  | P  | N  | V  | N  | N  | N  |
| Posizione | 10 | 13 | 16 | 16 | 14 | 16 | 16 | 18 | 18 | 17 | 17 | 15 | 16 | 16 | 15 | 16 | 16 | 17 | 17 | 17 | 15 | 15 | 15 | 14 | 14 | 14 | 13 | 14 | 14 | 15 | 15 | 16 | 17 | 17 | 17 | 17 | 17 | 17 |

Fonte:  Serie A 2009/2010, su calcio.com.
Legenda:

Luogo: C = Casa; T = Trasferta. Risultato: V = Vittoria; N = Pareggio; P = Sconfitta.

### Statistiche dei giocatori
In campionato si aggiungano 2 autoreti a favore. In corsivo i giocatori ceduti a stagione in corso.
| Giocatore     | Serie A  | Serie A | Serie A     | Serie A    | Coppa Italia | Coppa Italia | Coppa Italia | Coppa Italia | Totale   | Totale | Totale      | Totale     |
| Giocatore     | Presenze | Reti    | Ammonizioni | Espulsioni | Presenze     | Reti         | Ammonizioni  | Espulsioni   | Presenze | Reti   | Ammonizioni | Espulsioni |
| ------------- | -------- | ------- | ----------- | ---------- | ------------ | ------------ | ------------ | ------------ | -------- | ------ | ----------- | ---------- |
| E. Viviano    | 34       | -52     | 1           | 0          | 1            | -0           | 0            | 0            | 35       | -52    | 1           | 0          |
| R. Santos     | 2        | 0       | 0           | 0          | -            | -            | -            | -            | 2        | 0      | 0           | 0          |
| S. Appiah     | 2        | 0       | 0           | 0          | -            | -            | -            | -            | 2        | 0      | 0           | 0          |
| M. Mutarelli  | 7        | 0       | 1           | 0          | 1            | 0            | 0            | 0            | 8        | 0      | 1           | 0          |
| M. Britos     | 23       | 0       | 6           | 1          | 1            | 0            | 0            | 0            | 24       | 0      | 6           | 1          |
| F. Valiani    | 19       | 0       | 4           | 0          | 1            | 0            | 0            | 0            | 20       | 0      | 4           | 0          |
| A. Pisanu     | 2        | 0       | 0           | 0          | -            | -            | -            | -            | 2        | 0      | 0           | 0          |
| N. Mingazzini | 24       | 0       | 5           | 0          | 1            | 0            | 1            | 0            | 25       | 0      | 6           | 0          |
| M. Di Vaio    | 30       | 12      | 2           | 1          | 1            | 0            | 0            | 0            | 31       | 12     | 2           | 1          |
| D. Bombardini | 9        | 0       | 1           | 0          | 0            | 0            | 0            | 0            | 9        | 0      | 1           | 0          |
| L. Vigiani    | 11       | 0       | 0           | 0          | 1            | 0            | 0            | 0            | 12       | 0      | 0           | 0          |
| D. Succi      | 10       | 0       | 0           | 0          | -            | -            | -            | -            | 10       | 0      | 0           | 0          |
| D. Portanova  | 36       | 2       | 8           | 0          | -            | -            | -            | -            | 36       | 2      | 8           | 0          |
| R. Guana      | 34       | 1       | 7           | 0          | 1            | 0            | 0            | 0            | 35       | 1      | 7           | 0          |
| R. Colombo    | 4        | -3      | 0           | 0          | 0            | 0            | 0            | 0            | 4        | -3     | 0           | 0          |
| V. Moras      | 20       | 0       | 1           | 0          | 0            | 0            | 0            | 0            | 20       | 0      | 1           | 0          |
| G. Tedesco    | 8        | 0       | 2           | 0          | 1            | 0            | 0            | 0            | 9        | 0      | 2           | 0          |
| C. Zenoni     | 16       | 0       | 5           | 0          | 1            | 0            | 0            | 0            | 17       | 0      | 5           | 0          |
| P.D. Osvaldo  | 13       | 3       | 1           | 0          | 1            | 0            | 0            | 0            | 14       | 3      | 1           | 0          |
| S. Lanna      | 33       | 0       | 8           | 0          | 1            | 0            | 0            | 0            | 34       | 0      | 8           | 0          |
| A. Buscè      | 17       | 2       | 1           | 0          | -            | -            | -            | -            | 17       | 2      | 1           | 0          |
| M. Zalayeta   | 29       | 4       | 3           | 0          | -            | -            | -            | -            | 29       | 4      | 3           | 0          |
| G. Mudingayi  | 28       | 1       | 9           | 0          | -            | -            | -            | -            | 28       | 1      | 9           | 0          |
| F. Modesto    | 13       | 0       | 1           | 0          | -            | -            | -            | -            | 13       | 0      | 1           | 0          |
| F. Casarini   | 19       | 0       | 1           | 0          | -            | -            | -            | -            | 19       | 0      | 1           | 0          |
| G. Venturi    | -        | -       | -           | -          | -            | -            | -            | -            | -        | -      | -           | -          |
| M. Marazzina  | 4        | 0       | 0           | 0          | -            | -            | -            | -            | 4        | 0      | 0           | 0          |
| A. Bassoli    | 1        | 0       | 0           | 0          | -            | -            | -            | -            | 1        | 0      | 0           | 0          |
| L. Lavecchia  | 0        | 0       | 0           | 0          | -            | -            | -            | -            | 0        | 0      | 0           | 0          |
| H. Giménez    | 18       | 3       | 0           | 0          | -            | -            | -            | -            | 18       | 3      | 0           | 0          |
| A. Raggi      | 31       | 1       | 4           | 1          | 1            | 0            | 0            | 0            | 32       | 1      | 4           | 1          |
| Adaílton      | 31       | 11      | 1           | 0          | 1            | 0            | 0            | 0            | 32       | 11     | 1           | 0          |
| S. Nsereko    | 2        | 0       | 0           | 0          | -            | -            | -            | -            | 2        | 0      | 0           | 0          |
| R. Pasi       | 0        | 0       | 0           | 0          | 0            | 0            | 0            | 0            | 0        | 0      | 0           | 0          |